# (4560) Klyuchevskij
(4560) Klyuchevskij est un astéroïde de la ceinture principale.

## Description
(4560) Klyuchevskij est un astéroïde de la ceinture principale. Il fut découvert le 16 décembre 1976 à Nauchnyj par Lioudmila Tchernykh. Il fut nommé en honneur de Vassili Klioutchevski. Il présente une orbite caractérisée par un demi-grand axe de 3,00 UA, une excentricité de 0,06 et une inclinaison de 9,0° par rapport à l'écliptique.

## Compléments